# Дюсеньёр, Жан Бернар
Жан Бернар Дюсеньёр (фр. Jean Bernard Duseigneur; 1808[…], Париж — 6 марта 1866[…], Париж) — французский скульптор.

## Биография
Родился в 1808 году в Париже. Учился в Высшей школе изящных искусств Парижа в мастерских Шарля Дюпати, Франсуа Жозефа Бозио и Жана Пьера Корто. Уже на раннем этапе своей карьеры перешёл от ампира к романтизму и увлечению Средневековьем и католицизмом. Входил в круг общения Виктора Гюго.
На Парижском салоне 1831 года выставил скульптуру «Неистовый Роланд» (на сюжет из произведения Ариосто), которая принесла ему известность и сегодня иногда рассматривается как своего рода манифест новой романтической скульптуры (бронзовая отливка «Неистового Роланда», выполненная в 1867 году, ныне находится в Лувре).
В зрелый период творчества создавал скульптурное убранство католических церквей (статуя Святой Агнессы на фасаде церкви Мадлен в Париже, скульптурная группа «Прибивание к кресту» для церкви Святого Роха в том же городе, и др.), однако не ограничивался этим. Так, для Версальского дворца Дюсеньёр создал статую короля Дагоберта I. Создавал также надгробия, бюсты и т. д.
Был другом поэта Жерара де Нерваля, для памятника которому в Париже использован бронзовый портретный медальон работы Дюсеньёра.
Скончался Жан Дюсеньёр в 1866 году в Париже.

## Галерея

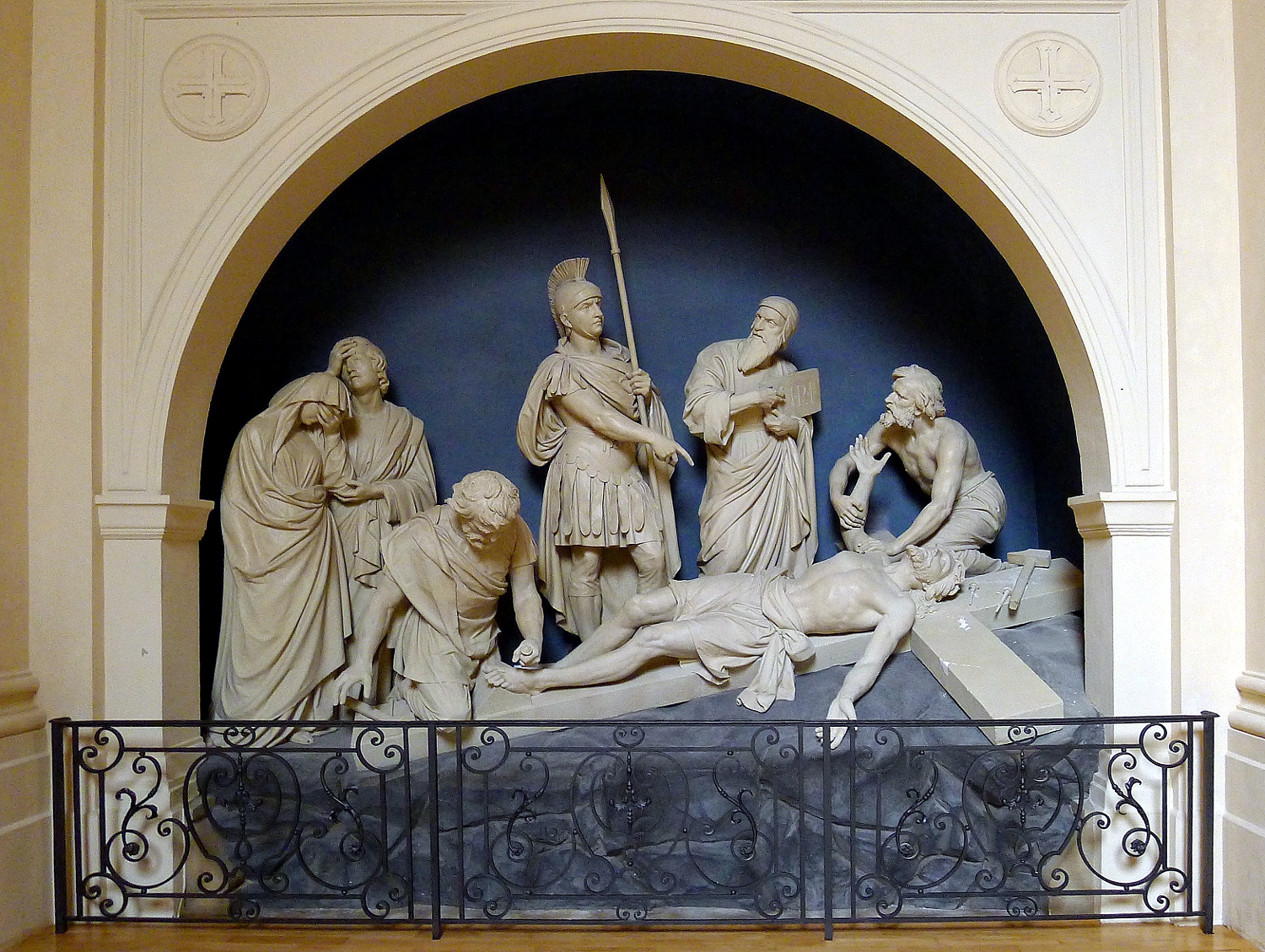
«Прибивание к кресту», Церковь Святого Роха (Париж)
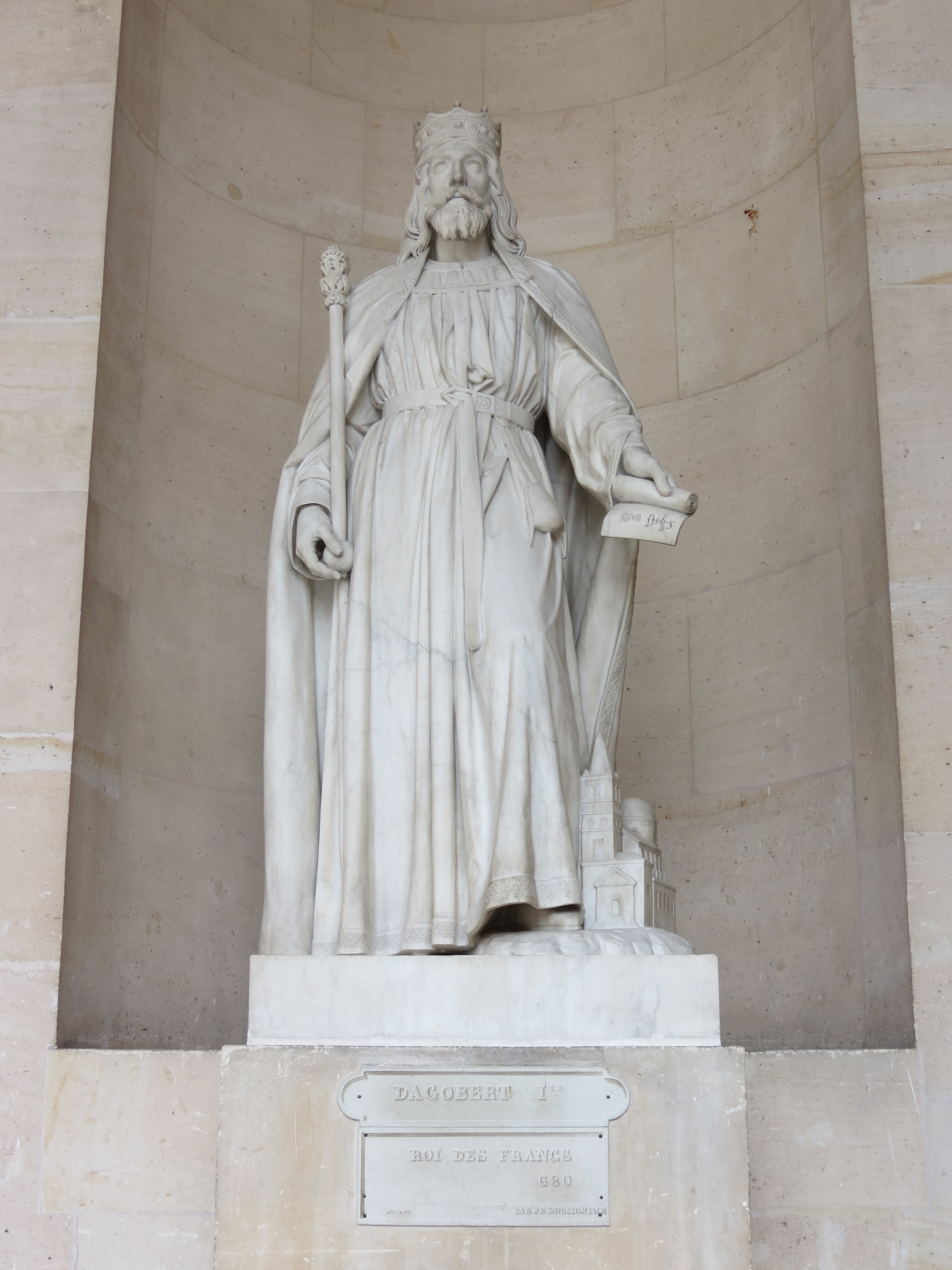
Статуя короля Дагоберта I, Версаль
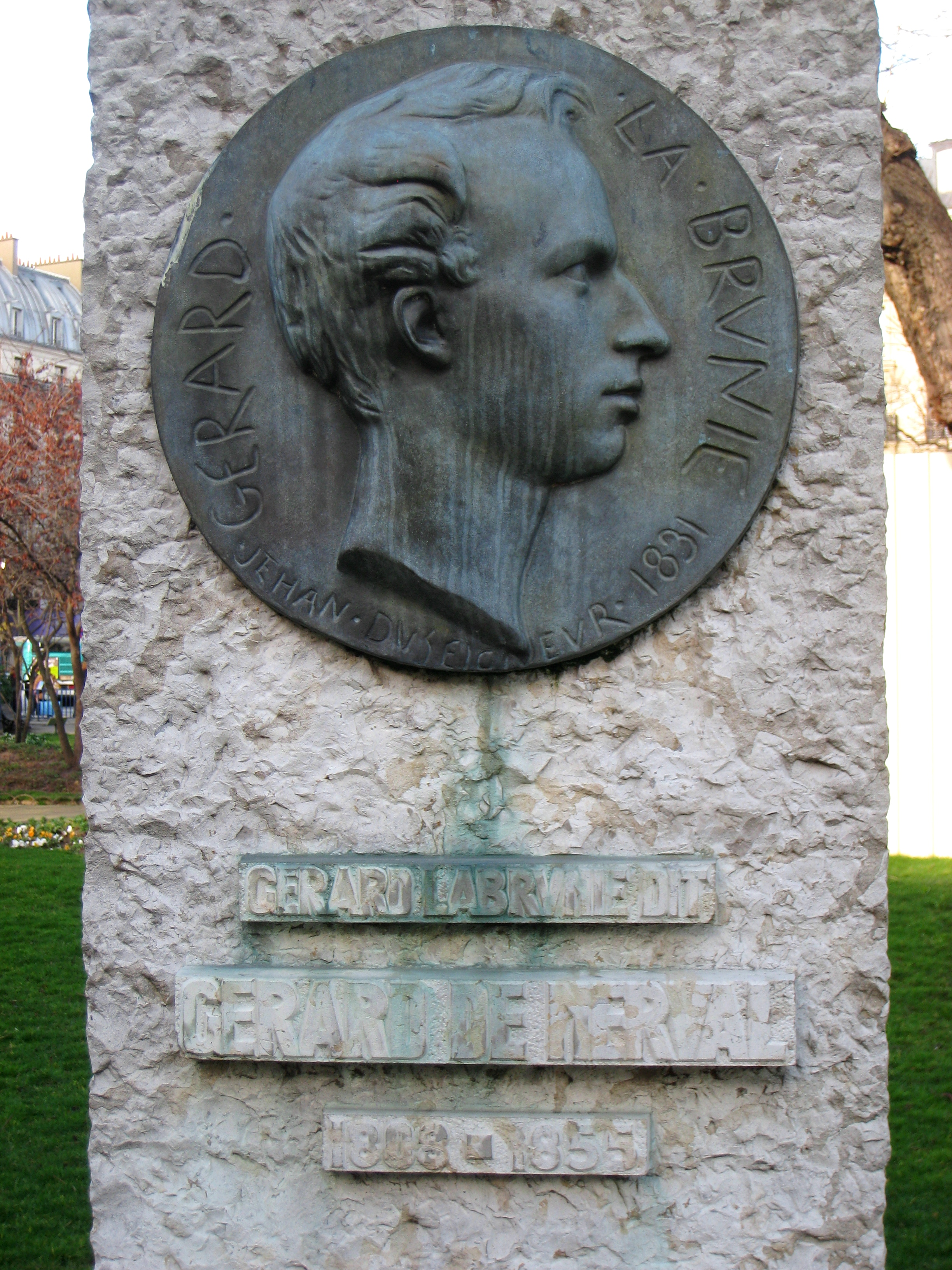
Памятник поэту Жерару де Нервалю (не ранее 1855) с портретным медальоном (1831) работы Дюсеньёра, площадь Башни Сен-Жак, Париж.
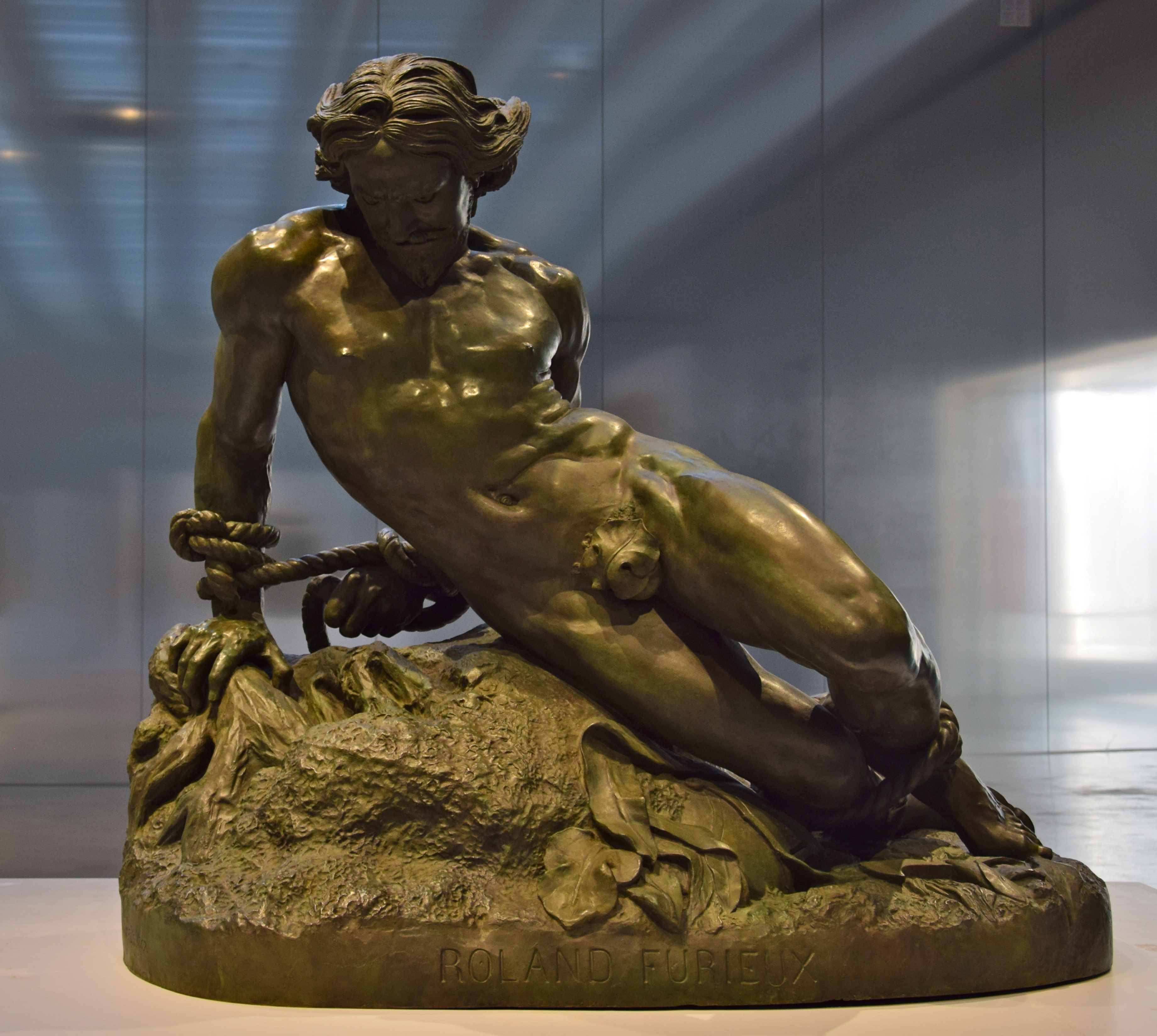
Неистовый Роланд, Лувр